# برندان روث
براندون روث (انگلیسی: Brandon Routh؛ زادهٔ ۹ اکتبر ۱۹۷۹) یک مدل سابق و بازیگر آمریکایی است که بیشتر برای ایفای نقش کلارک کنت/سوپرمن در فیلم بازگشت سوپرمن و ریموند پالمر/اتم در سریال پیکان و افسانه‌های فردا شهرت دارد.
وی همچنین در فیلم‌هایی همچون غیرقابل فکر، ۴۰۰ روز، عشق لعنتی، نقش نیکلای دوم را در آناستازیا: روزی روزگاری و نقش دیلن داگ در فیلم دیلن داگ : مرگ شب و دنیل شاو در سریال چاک را ایفا کرده‌است.